# Juncus covillei
Juncus covillei là một loài thực vật có hoa trong họ Juncaceae. Loài này được Piper mô tả khoa học đầu tiên năm 1906.